# Litophyton carnosum
Litophyton carnosum är en korallart som först beskrevs av Kükenthal.  Litophyton carnosum ingår i släktet Litophyton och familjen Nephtheidae. Inga underarter finns listade i Catalogue of Life.